# Philydrella
Philydrella – rodzaj roślin z rodziny Philydraceae. Obejmuje dwa gatunki występujące w Australii.

## Morfologia
Drobne rośliny zielne o bulwiasto zgrubiałej dolnej części łodygi. Mięsistych liści jest kilka skupionych w przyziemnej różyczce lub łodygowych. Kwiaty pojedyncze lub skupione po kilka w kłosie na szczycie łodygi. Okwiat z żółtych listków. Owocem jest torebka.

## Systematyka
Wykaz gatunków
- Philydrella drummondii L.G.Adams
- Philydrella pygmaea (R.Br.) Caruel